# Stilobezzia longihamata
Stilobezzia longihamata är en tvåvingeart som beskrevs av Tokunaga 1963. Stilobezzia longihamata ingår i släktet Stilobezzia och familjen svidknott. Inga underarter finns listade i Catalogue of Life.